# Gedu
Gedu est une ville du Bhoutan située dans le district de Chukha. Sa population en 2005 atteignait 4 288 habitants. C'est une ville universitaire.